# Emmelia
Svatá Emmelia z Caesareje (Ἐμμέλεια) byla křesťanská laička a matka několika světců žijící ve 4. století.
Narodila se v Caesarei jako dcera mučednice. Se svým manželem Basilem Starším měla deset dětí. Její tchyní byla svatá Makrína Starší. Šest z jejich dětí jsou dnes uctívání jako svatí; Basileios Veliký, Makrína Mladší, Řehoř z Nyssy, Petr ze Sebaste, Theosebia a Naucratius. Někdy je označována jako "matka svatých".
Poté, co její dětí odešly z domova, přesvědčila ji svatá Makrina mladší, aby s ní odešla do samoty. Založily spolu ženský klášter. Svůj majetek rozdělila mezi své děti a odešla do skromného příbytku v Pontu nacházejícího u břehu řeky Iris.
Její svátek se slaví 30. května v římskokatolické církvi a v některých pravoslavných církvích 1. (3.) ledna.